# Світ смерті (роман)
«Світ смерті» (англ. Deathworld — «Світ смерті») — роман американського письменника-фантаста Гаррі Гаррісона. Цей роман, написаний в 1960 році, відкриває серію «Світ смерті». Автор присвятив книгу Джону Кемпбеллу, який підтримував Гаррісона в написанні його першого роману.
В СРСР роман став відомий і популярний завдяки тому, що був опублікований у журналі «Навколо світу» (в 1972 р.) і увійшов до видання «Бібліотека сучасної фантастики» (24-й том, перекладач Лев Жданов).

## Сюжет
Джейсон дінАльт — професійний гравець в азартні ігри, що володіє психокінезом. Під час його перебування на планеті Кассілія з ним зустрічається Керк Пірр з планети Пірр. Джейсон отримує від нього спокусливу пропозицію: поставити 27 мільйонів кредитів, щоб виграти 3 мільярди. Все, що буде виграно зверх того, залишається Джейсону, але в разі програшу Керк його вб'є. Заінтригований пропозицією і особистістю непроханого гостя, Джейсон погоджується.
Гра вдалася, виграш отримано, Керк і Джейсон з боєм тікають із планети. Джейсон дізнається, для чого Керку така величезна сума, а також подробиці про рідну планету Керка. Як професійний гравець він не може змиритися з тим, що є люди сильніші й швидші за нього, і нав'язується їхати з Керком, щоб познайомитися з новою планетою.
Пірр — «планета смерті», вісь якої нахилена під кутом близько сорока градусів до площини екліптики, сила тяжіння вдвічі більша за земну. Ядро планети утворено радіоактивними елементами, що забезпечує безперервну вулканічну діяльність. Температура за день коливається від арктичної до тропічної. Пірр має два супутники — Самас і Бессос, які можуть утворити припливну хвилю заввишки до тридцяти метрів, коли сили їхні тяжіння складаються. Та головна особливість планети — ворожість її біосфери (тварин, рослин і мікроорганізмів) до людей. Живі істоти на планеті швидко мутують, пристосовуючись до навколишнього середовища.
Переселенці прибули на Пірр на міжзоряному транспорті «Поллукс Вікторі» за маршрутом Сетани — Пірр під час останньої хвилі галактичної експансії. На борту транспорту було 55 тисяч осіб. Транспорт, як і було задумано при будівництві, тут же був демонтований на запчастини і матеріали.
На момент прильоту на планету Джейсона дінАльта, населення єдиного міста планети, Периметра — близько 30 тисяч жителів. Периметр — неприступна фортеця, яка безперервно осаджується біосферою, тому захищена тільки нашвидкуруч відремонтованими стінами і автоматизованими гарматними установками. Піррани володіють величезною фізичною силою і високою швидкістю реакції, чудово володіють всіма видами зброї. Битися і вбивати вони починають з дитинства. Дорослою людина вважається, коли починає переміщуватися планетою без супроводу. Всі піррани — воїни, незалежно від професії та роду діяльності. Єдина стаття експорту Пірра — важкі метали, а майже весь імпорт складається зі зброї і боєприпасів.
Пройшовши на планеті курс навчання виживанню, Джейсон починає розслідування скрутного становища колонії пірран. За деякий час він з'ясовує, що, крім містян, на планеті за межами Периметра живе чимало фермерів (або, як їх презирливо називають містяни, «корчівників»). Вони якимось чином ужилися з пірранською флорою і фауною. «Бляхарі» (як фермери називають містян) ставляться до них із презирством, в результаті чого фермери відрізані від Галактики і відчувають нестачу в знаряддях праці і медичних виробах, які неможливо виготовити самим. Фермери є основними постачальниками продовольства для містян. На момент появи Джейсона дін Альта на Піррі містяни перебувають у сильній конфронтації з фермерами, але їм доводиться закуповувати в них продовольство.
Розслідування приводить Джейсона до висновку, що всі живі істоти на планеті мають телепатичні здібності. Знищення ядерним зарядом того, що Джейсон вважав телепатичним координування центром атак, нічого не дало — атаки стали ще сильнішими. Потрапивши до фермерів, Джейсон розуміє, що жодного центру атак не існує. Справа в тому, що живі організми відчувають агресію та ненависть «бляхарів», а тому вважають їх стихійним лихом та об'єднуються у боротьбі з ними. Телепатія ж дозволяє піррянській флорі та фауні швидко пристосовуватися до нової зброї чи тактик.
Симпатизуючи і городянам, і фермерам, Джейсон сприяє тому, щоб вони, нарешті, зробили крок до примирення одні з одними та з планетою.

## Головні персонажі
- Керк Пірр — Командир пірран, жителів планети Пірр.
- Мета — пілот космічного корабля і оператор захисних екранів, кохана дівчина Джейсона.
- Брукко — лікар і біолог планети, керівник центру перепідготовки пірран.
- Велф Пірр — син Керка, який пожертвував собою заради порятунку Джейсона.
- Гриф — восьмирічний хлопчик, приставлений охоронцем до Джейсона.
- Полі — каліка, завідувач пірранської бібліотеки.
- Краннон — відповідальний за торгівлю з корчівниками, постійно їздить на бронетранспортері за місто.
- Рес — голова колонії корчівників.
- Накса — найкращий говорун[3] корчівників.
- Скоп — приставлений до Джейсона охоронцем, коли той почав розслідування.